# Marko Bombelles ml.
Grof Marko Bombelles ml. (1858. − Opeka, rujna 1912.), znameniti i zaslužni Viničanac, iz hrvatske plemićke obitelji Bombellesa. Zaslužnik kulturnog i gospodarskog razvitka svog kraja.
Sin je grofa Marka i grofice Ferdinande Drašković, sinovac Charlesa-Alberta, brat Klotilde i Sofije Bombelles.
Ženio se je dvaput. Prvi brak bio je s groficom Marijom Salm-Reiferscheid–Reitz iz kojeg ima sina Josipa, a iz drugog braka s groficom Marijom Mitrovsky dobio je kći Ferdinandinu. Ferdinanda se udala za grofa D Ansembourga, a do smrti se skrbila za obiteljsku kapelicu u Zelendvoru.
Inicijator je osnivanja čitavog niza društava u Vinici. Veliki dobrotvor, prijatelj seljaka i hrvatski patriot. Svojim djelovanjem, Marko Bombelles ostavio je u povijesti Vinice sjajne tragove u cjelokupnom kulturnom i javnom životu, kako u prosvjeti, kulturi tako i u gospodarstvu i bankarstvu.
Jedan od osnivača Dobrovoljnog vatrogasnog društva, inicijator i osnivač društva "Desnica" za pomoć siromašnoj školskoj djeci, zatim Hrvatske čitaonice i knjižnice, te Viničke štedionice d.d., vlasnik prvog automobila u Hrvatskoj (marke Benz), zaslužan za razvoj stočarstva i lovstva viničkog kraja i šumarstva. Na imanju u Zelendvoru pokrenuo je pogon za proizvodnju alkohola, poslije proširen i rafinerijom. Uz rafineriju je dao izgraditi tovilište stoke. Proizvodio je i prvi pjenušac, a bavio se i veleprodajom vina. U podrumu u Zelendvoru imao je spremnike vina obložene staklom, a vrlo kvalitetan bijeli pinot izvozio je diljem ondašnjih europskih metropola. U planu je bilo i otvaranje tvornice cementa koja bi se kao sirovinom snabdijevala poznatim vinički kamenom vinicitom, ali su ekonomska kriza i Markova smrt prekinule ovaj projekt.
Važan u razvitku Hrvatskog autokluba. U šumarstvu je poznat kao višegodišnji predsjednik Hrvatskog šumarskog društva. Šumarski dom u Zagrebu otvoren 1898., koji je poslije postao sjedištem hrvatskih šumarskih institucija, uvelike svoje postojanje duguje Marku Bombellesu.
Član i osnivač Hrvatsko-slavonskog gospodarskog društva i Prve hrvatske štedionice, čiji je bio prvi dioničar.
Zemaljska vlada u Zagrebu ga je zbog njegova zalaganja na zaštiti spomeniĉke baštine imenovala 
ĉlano Povjerenstva za ĉuvanje umjetniĉkih i historiĉkih spomenika.
Bio je član Hrvatskog sabora kao virilist. Nije javno bio aktivan u politici. Usprkos tome bila je poznata njegova proaustrijska orijentacija i protivljenje dualizmu, zbog čega je stekao povjerenje carske obitelji, pa je bio povjerenik austrijskog nadvojvode Franje Ferdinanda. Zadaća mu je bila izvješćivati carski dvor o hrvatskom pitanju.

## Vanjske poveznice
- Marko Bombelles mlađi, Geni.com